# Cajanus
Cajanus DC.  è un genere di piante appartenenti alla famiglia  delle Fabacee (o Leguminose).

## Tassonomia
Il genere comprende le seguenti specie:
- Cajanus acutifolius (F.Muell.) Maesen
- Cajanus albicans (Wight & Arn.) Maesen
- Cajanus aromaticus Maesen
- Cajanus cajan (L.) Millsp.
- Cajanus cajanifolius (Haines) Maesen
- Cajanus cinereus (F.Muell.) F.Muell.
- Cajanus confertiflorus F.Muell.
- Cajanus crassicaulis Maesen
- Cajanus crassus (King) Maesen
- Cajanus elongatus (Benth.) Maesen
- Cajanus geminatus Pedley ex Maesen
- Cajanus goensis Dalzell
- Cajanus grandiflorus (Baker) Maesen
- Cajanus heynei (Wight & Arn.) Maesen
- Cajanus hirtopilosus Maesen
- Cajanus kerstingii Harms
- Cajanus lanceolatus (W.Fitzg.) Maesen
- Cajanus lanuginosus (S.T.Reynolds & Pedley) Maesen
- Cajanus latisepalus Maesen
- Cajanus lineatus (Wight & Arn.) Maesen
- Cajanus mareebensis (S.T.Reynolds & Pedley) Maesen
- Cajanus marmoratus (Benth.) F.Muell.
- Cajanus mollis (Benth.) Maesen
- Cajanus niveus (Benth.) Maesen
- Cajanus platycarpus (Benth.) Maesen
- Cajanus pubescens (Ewart & Morrison) Maesen
- Cajanus reticulatus (Dryand.) F.Muell.
- Cajanus rugosus (Wight & Arn.) Maesen
- Cajanus scarabaeoides (L.) Thouars
- Cajanus sericeus (Baker) Maesen
- Cajanus trinervius (DC.) Maesen
- Cajanus villosus (Baker) Maesen
- Cajanus viscidus Maesen
- Cajanus volubilis (Blanco) Blanco